# ويليام إم. فولجير
ويليام إم. فولجير (بالإنجليزية: William M. Folger)‏ هو ضابط أمريكي، ولد في 19 مايو 1844 في ماسيلون في الولايات المتحدة، وتوفي في 22 يوليو 1928 في كورنيش في الولايات المتحدة بسبب مرض.